# Холлингсворт, Бен
Бе́нджамин (Бен) А́ллен Ни́колас Хо́ллингсворт (англ. Benjamin "Ben" Allen Nicolas Hollingsworth, род. 7 сентября 1984, Броквилл, Онтарио, Канада) — канадский актёр.

## Биография
Холлингсворт родился в Броквилле, Онтарио и учился в Средней школе святого Петра (англ. St. Peter's Secondary School) в Питерборо. После он поступил в Национальную театральную школу Канады (англ. National Theatre School of Canada), откуда выпустился в 2006 году.

## Личная жизнь
В 2010 году начал Холлингсворт встречаться с дизайнером нижнего белья Найлой Майерс (англ. Nila Myers). Он сделал предложение Найле на свой 28-й день рождения 7 сентября 2012 года. Спустя два месяца они поженились. У пары трое детей: сыновья Хэмингуэй Нэш Холлингсворт (р. 3 июля 2016), Гэтсби Уиллем Холлингсворт (р. 16 марта 2018) и дочь Джунипер Блум Холлингсворт (р. 15 октября 2020).

## Фильмография
| Год       | Русское название                  | Оригинальное название                 | Роль                      | Примечания                                                |
| --------- | --------------------------------- | ------------------------------------- | ------------------------- | --------------------------------------------------------- |
| 2003      | Музыкальный человек               | The Music Man                         | парочка на медовом месяце | Эпизод: «The Tale of the Silver Sight: Part 2»            |
| 2007      | Расследования авиакатастроф       | Mayday                                | Джулиан Легаль            | Эпизод: «Miracle Escape»                                  |
| 2007      |                                   | Trapped                               | Рой Хартли                | Эпизод: «Alive in the Andes»                              |
| 2007      | Один парень, одна девушка         | Lovebites                             | Джастин                   | Телесериал                                                |
| 2008      |                                   | Heartland                             | Сэм                       | Эпизод: «Out of the Darkness»                             |
| 2008      | Деграсси: Следующее поколение     | Degrassi: The Next Generation         | Девон                     | Эпизод: «Owner of a Lonely Heart»                         |
| 2008      | Золотой лед 3: В погоне за мечтой | The Cutting Edge 3: Chasing the Dream | Джейсон Брайт             |                                                           |
| 2009      |                                   | The Line                              | Эван                      |                                                           |
| 2009      | Красивая жизнь                    | The Beautiful Life                    | Крис Эндрюс               | Постоянная роль                                           |
| 2009      | Семейка Джонсов                   | The Joneses                           | Мик Джонс                 |                                                           |
| 2010      |                                   | A Flesh Offering                      | Бен Ратнер                |                                                           |
| 2011      | Дневник слабака: Правила Родрика  | Diary of a Wimpy Kid: Rodrick Rules   | Клаудио                   |                                                           |
| 2011      | Форс-мажоры                       | Suits                                 | Кайл Дюрант               | Периодическая роль; 1 сезон                               |
| 2011      | C.S.I.: Место преступления Майами | CSI: Miami                            | Джейсон Хантсмэн          | Эпизод: «Sinner Takes All»                                |
| 2011      | Дивайн: Сериал                    | Divine: The Series                    | отец Эндрю                | Эпизод: «Lips of Men», «Simple Men» и «Feed Him for Life» |
| 2012      | Однажды в сказке                  | Once Upon a Time                      | Куинн                     | Эпизод: «Child of the Moon»                               |
| 2013      | Культ                             | Cult                                  | Питер Грей                | Периодическая роль                                        |
| 2013-2014 | Люди будущего                     | The Tomorrow People                   | агент Трой                | Периодическая роль                                        |
| 2014      | Повезёт в любви                   | Lucky in Love                         | Джона                     |                                                           |
| 2014      | Ничего себе поездочка 3           | Joy Ride 3: Road Kill                 | Микки Коул                |                                                           |
| 2015-2018 | Реанимация                        | Code Black                            | Марио Саветти             | Регулярная роль                                           |
| 2015      | Вендетта                          | Vendetta                              | детектив Джоэл Гайнер     |                                                           |

## Награды и номинации
В 2007 году был номинирован на премию Роберта Меррита в категории «Лучший актёр второго плана» за роль младшего капрала Харольда Доусона в спектакле «Несколько хороших парней» (режиссёр Тед Дикстра, театр «Neptune Theatre», Галифакс).